# L'Ancienne-Lorette
Pour les articles homonymes, voir Lorette.
L'Ancienne-Lorette est une ville du Québec, située dans la région administrative de la Capitale-Nationale, précisément dans l'agglomération de Québec.

## Toponymie
La municipalité du village, créée en 1948 sous le nom de Notre-Dame-de-Lorette, obtenait le statut de ville en 1967 et recevait le nom L'Ancienne-Lorette.

## Histoire

### Des origines à 1871

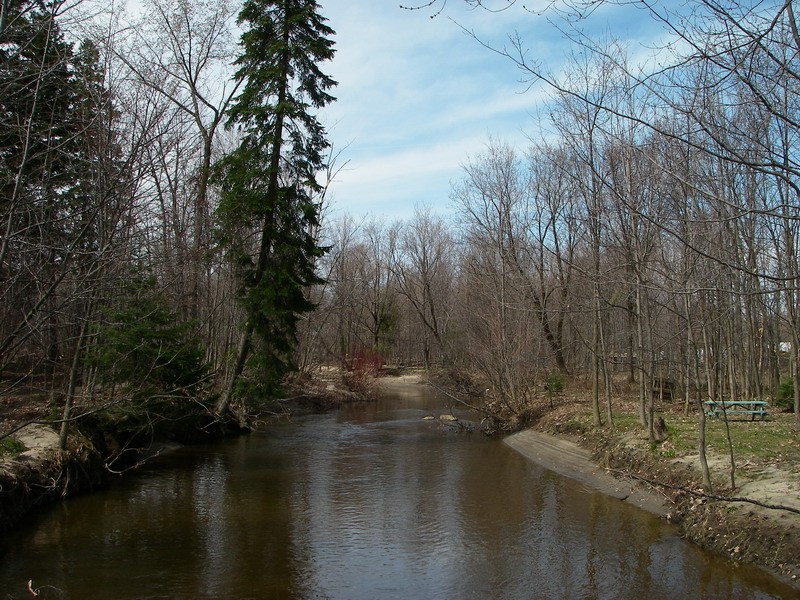
Rivière Lorette dans le boisé de L'Ancienne-Lorette.

Durant le régime français, en 1674, le père Pierre Chaumonot (1611-1693), jésuite, construisit une chapelle à l'emplacement du cimetière actuel de la ville. Cette chapelle dessert les Hurons venus se réfugier près de Québec à la suite d'une guerre contre les Iroquois qui avait presque anéanti leur peuple. Parce qu'il avait été guéri d'une grave maladie à la suite d'un pèlerinage au sanctuaire italien de Lorette, le père Chaumonot place la jeune mission sous le patronage de Notre-Dame de l'Annonciation, et le lieu porte familièrement le nom de Lorette.
Lorsque les Hurons quittent Lorette en 1697 pour s'installer à un endroit plus favorable pour la chasse et la pêche, et qu'on appellera la Jeune-Lorette, leur ancien village prendra le nom de la Vieille-Lorette ou Ancienne-Lorette. C'est sous ce nom qu'il continuera à se développer, avec cette fois des colons français. 

### Partitions successives
En 1872, une partie du territoire de la municipalité de paroisse de l'Ancienne-Lorette se détache afin de former la municipalité de paroisse de Saint-Félix-de-Cap-Rouge. Puis, en 1909, une partie de son territoire se détache encore pour la création de la municipalité de paroisse de Saint-Gérard-Majella.

#### Village de Notre-Dame-de-Lorette
Ce n'est qu'en 1947 que le village se sépare de la paroisse, la municipalité de village de Notre-Dame-de-Lorette est alors créée. En 1967, celle-ci obtient le statut de ville et reprend le nom d'Ancienne-Lorette. Néanmoins, durant ces vingt années et depuis 1854, le bureau de poste demeure connu sous l'appellation d'Ancienne-Lorette. En 1987, la ville d'Ancienne-Lorette présente une demande de modification officielle de son toponyme à la Commission de toponymie du Québec pour que la ville soit désormais connue sous le nom de L'Ancienne-Lorette,.

#### Paroisse de l'Ancienne-Lorette
Quant à la paroisse de l'Ancienne-Lorette, une partie de son territoire se détache en 1953 pour la création du village de Sainte-Monique-des-Saules. Puis, le 26 décembre 1970, les jours d'existence de la municipalité de paroisse sont comptés : celle-ci accepte le projet de fusion avec Sainte-Foy. Ce changement, officialisé le 1er janvier 1971, permet à l'Ancienne-Lorette de devenir le nouveau quartier Laurentien de cette ville, et ce, y compris le territoire de l'aéroport.

#### Communauté urbaine de Québec
Autant la municipalité de village que la municipalité de paroisse sont intégrés à la Communauté urbaine de Québec, dès la création de cet organisme supramunicipal dans les années 1960.  

### De 2002 à aujourd'hui
Par décision du gouvernement du Québec, la ville de L'Ancienne-Lorette est fusionnée à la ville de Québec dans le cadre des réorganisations municipales québécoises de 2001 qui prennent effet le 1er janvier 2002. Du 1er janvier 2002 au 1er janvier 2006, L'Ancienne-Lorette fait donc partie de Québec. 
Toutefois, après l'avoir promis maintes fois durant la campagne électorale de 2003, le gouvernement de Jean Charest permet aux habitants des villes fusionnées par le gouvernement précédent de se prononcer via un référendum sur le maintien ou non de la fusion. Le 20 juin 2004, les citoyens de L'Ancienne-Lorette votent donc pour la reconstitution de leur ancienne municipalité dans une proportion de 61,7 % des votants et avec une participation de 40,9 % des inscrits. Le 1er janvier 2006, L'Ancienne-Lorette redevient une ville à part entière.

## Géographie
D'une superficie de 7,63 kilomètres carrés, le territoire de L'Ancienne-Lorette est enclavé complètement dans celui de la ville de Québec. L'arrondissement des Rivières le borde du côté est, et l'arrondissement Sainte-Foy–Sillery–Cap-Rouge de tous les autres côtés.
À partir de son crénon, dans le  de la municipalité, la rivière Lorette, un affluent de la rivière Saint-Charles, coule du nord-ouest vers le sud-est.

## Démographie
| 1966  | 1971  | 1981   | 1986   | 1996   |
| ----- | ----- | ------ | ------ | ------ |
| 5 691 | 8 305 | 12 935 | 13 747 | 16 094 |

| 2001   | 2006   | 2011   | 2016   | 2021   |
| ------ | ------ | ------ | ------ | ------ |
| 15 929 | 16 516 | 16 745 | 16 543 | 16 970 |

## Événements
- Le Festival Lorettain, à la mi-août, est une journée de fête familiale qui se termine par un spectacle d'une vedette québécoise de la chanson et des feux d'artifice. C'est aussi l'occasion de rencontrer une trentaine d'organismes ayant un kiosque sur place ;
- La foire commerciale, fusionnée au Festival Lorettain, est l'occasion de faire connaître la multitude et la qualité des produits et services disponibles à L'Ancienne-Lorette grâce à la corporation de développement économique de L'Ancienne-Lorette (site web).
- Le spectacle de patinage artistique (CPA de l'Ancienne-Lorette). Il a lieu une fois tous les deux ans. Ce spectacle est organisé par le comité directeur du club de patinage artistique de l'Ancienne Lorette, qui encourage ses membres à montrer leur esprit d'équipe et leur savoir-faire artistique et athlétique.

## Éducation
Le Centre de services scolaire des Découvreurs (anciennement la Commission scolaire des Découvreurs) gère les écoles publiques de langue française de L'Ancienne-Lorette. Ces écoles sont :
- Écoles primaires
  - Des Hauts-Clochers (pavillons Notre-Dame et Saint-Charles)
  - Le Ruisselet

- École secondaire
  - Polyvalente de L’Ancienne-Lorette

- Centre d’éducation des adultes
  - Centre de l’Envol

## Aéroport
L'aéroport desservant la ville de Québec, situé sur la rue Principale, appelé Aéroport international Jean-Lesage de Québec, est longtemps connu sous le nom d'aéroport de L'Ancienne-Lorette, car il était situé sur un territoire à l'ouest de la ville actuelle, qui faisait autrefois partie de la municipalité de paroisse de l'Ancienne-Lorette. Cette dernière sera annexée par Sainte-Foy en vigueur le 1er janvier 1971.

## Administration
Les élections municipales se font en bloc et suivant un découpage de six districts.
| L'Ancienne-Lorette Maires depuis 2005                                                                                |                 |                                      |          |
| Élection | Maire           | Qualité                              | Résultat |
| 2005 | Émile Loranger  | Maire (1983-2020) Décédé en fonction | Voir     |
| 2009 | Émile Loranger  | Maire (1983-2020) Décédé en fonction | Voir     |
| 2013 | Émile Loranger  | Maire (1983-2020) Décédé en fonction | Voir     |
| 2017 | Émile Loranger  | Maire (1983-2020) Décédé en fonction | Voir     |
| avr. 2020 | Sylvie Papillon | Mairesse-suppléante                  | Voir     |
| déc. 2020 | Gaétan Pageau   |                                      | Voir     |
| 2021 | Gaétan Pageau   | Voir                                 |          |
| Élection partielle en italique Depuis 2005, les élections sont simultanées dans toutes les municipalités québécoises |                 |                                      |          |

## Publications
La ville de L'Ancienne-Lorette publie quatre fois par année, son journal municipal intitulé Le Lorettain, distribué gratuitement dans tous les foyers de la municipalité.
Les principales publications sur l'Ancienne-Lorette sont :
- Lionel Allard (1911-1994),  L'Ancienne Lorette, Leméac, Montréal, 1979, 386 pages: illustrations, cartes, plans, 23 cm,  (ISBN 2-7609-5035-2) ;
- Jean-Yves Dugas, Sur les chemins de l'histoire lorettaine:[origine des noms de rue de L'Ancienne-Lorette], Sainte-Adèle, 2009, en ré-édition, 189 pages: cartes, 22 cm.

## Personnalités lorettaines connues

### Arts et culture
- Joseph Gagnier, clarinettiste et bassoniste
- Antoine Plamondon, peintre
- Laurent Torregrossa (né en 1964), peintre français et canadien
- Simon Kearney, auteur-compositeur-interprète
- Jérôme 50, auteur-compositeur-interprète

### Sports
- Félix Auger-Aliassime, joueur de tennis
- Patrice Bergeron, joueur de hockey
- Philippe Gagnon, joueur de football dans la LCF
- Élise Marcotte, nageuse en nage synchronisée ayant participé aux jeux olympiques
- Mario Marois, ancien joueur de hockey de la LNH
- Patrick Mbaraga, joueur de hockey

La ville de L'Ancienne-Lorette a vu naître trois joueurs professionnels de la Ligue nationale de hockey, Mario Marois en l'honneur de qui on a nommé l'ancien aréna de la ville : Amphiglace Mario Marois. Patrice Bergeron, attaquant des Bruins de Boston est aussi originaire de cette ville.
Élise Marcotte est une nageuse synchronisée qui a gagné plusieurs médailles dont deux médailles d'or à la Coupe du monde en 2010. Elle atteint la quatrième position aux Jeux olympiques d'été de 2012 à Londres (en duo et en équipe).  L'édifice abritant la piscine de L'Ancienne-Lorette porte le nom d'AquaGym Élise Marcotte.  
Félix Auger-Aliassime joueur de tennis junior qui excelle en 2016.  Finaliste à Roland-Garros et gagnant du US Open chez les juniors.  Après ce tournoi, il devient professionnel.
Jonathan Paquet, lanceur au baseball qui a notamment été repêché par les Phillies est également de l'Ancienne-Lorette.
Philippe Gagnon, joueur de football dans la ligue canadienne LCF pour Montréal (2016-2018) et en 2019 Ottawa.

### Politique et religieux
- Pierre-Joseph-Marie Chaumonot, prêtre jésuite missionnaire en Nouvelle-France
- Jean-Denis Daulé, prêtre, religieux, professeur, musicien et poète
- Wilfrid Hamel, homme politique québécois ayant été ministre des Terres et Forêts, puis maire de Québec

### Entreprises
- Yanik Guillemette, entrepreneur dans le monde des technologies
- Gaëtan Hamel, pépiniériste, horticulteur et entrepreneur

Yanik Guillemette, entrepreneur canadien dans les domaines des technologies et du commerce électronique. Il est le fondateur, principal actionnaire et CEO de l'entreprise Outgo, un site web de commerce électronique spécialisé dans la vente en ligne de cartes-cadeaux, forfaits cadeaux et expériences cadeaux.
Source : En reculant dans le temps, on remarque le père jésuite Pierre-Joseph-Marie Chaumonot, le peintre Antoine Plamondon et le ministre Wilfrid Hamel qui devint maire de Québec.